# David Lorenzo Cardiel
David Lorenzo Cardiel (Zaragoza, 1993) es un filósofo natural y escritor español. Es conocido en el ámbito literario tras la publicación de su libro de poemas Tierra de nadie, así como por su labor en el periodismo cultural.

## Trayectoria
Desde 2013 divulga su pensamiento filosófico a través de diversas columnas y artículos en revistas y medios de comunicación como Ethic, Revista Hypérbole o Afcar Media. Asimismo, realiza entrevistas a personalidades del pensamiento y de la cultura española y europea. En la radio, ha presentado la sección Grageas Filosóficas y el programa Los ingenios de Dédalo, en el medio hispanoamericano Afcar Media, donde abarcó retrospectivamente el origen de ingenios relevantes para ámbitos tan diversos como la física, las matemáticas, la historia, la literatura o la filosofía.
En 2018 saltó al ámbito literario con la publicación del libro Tierra de nadie (Anorak Ediciones), un poemario que supuso un salto cualitativo en su carrera literaria. El libro fue presentado en varias ciudades españolas y pronto tuvo presencia internacional, estando presente la obra en ferias del libro como la de Guadalajara (México). También fue incluido en el programa Poesía para llevar, proyecto educativo del Gobierno de Aragón que acerca la poesía a más de 75 centros de educación secundaria de la comunidad autónoma de Aragón. En 2019 publicó su continuación poética, Hablar Despacio. Ambos libros han sido adaptados al sistema braille por Fundación ONCE. 
En prensa, además de sus columnas, colabora desde 2019 con diversos suplementos culturales, como en Heraldo de Aragón o El Imparcial, como crítico literario, siendo especialmente apreciado por su labor divulgativa del ensayo, en especial del filosófico, textos clásicos y traducciones inéditas al castellano.

## Obras literarias
- Tierra de nadie (Anorak Ediciones, 2018).
- Hablar Despacio (2019).